# Pretty Bitch Music
Pretty Bitch Music (alternativamente estilizado como Pretty B*tch Music) es el próximo álbum de estudio debut de la rapera estadounidense Saweetie, cuyo lanzamiento está previsto para 2025 bajo Artistry y Warner Records. Originalmente iba a salir a la venta el 25 de junio de 2021; sin embargo, retrasó el álbum para reconstruir algunas canciones. Es apoyado por los sencillos «Tap In», «Back to the Streets» (con Jhené Aiko), «Best Friend» (con Doja Cat), «Fast (Motion)» y «Closer» (con H.E.R.). 
En abril de 2020, poco después de que su sencillo líder «My Type» obtuviera disco de doble platino por la Recording Industry Association of America, Saweetie comenzó a bromear con la frase "Pretty B*tch Music" a través de las redes sociales. Lanzó el sencillo principal «Tap In» y su correspondiente vídeo musical el 17 de junio de 2020. Saweetie lanzó la canción "Pretty Bitch Freestyle" como sencillo promocional en julio de 2020 junto a una película de bajo presupuesto, Siguiendo una tendencia viral de baile de TikTok, «Tap In» se convirtió en un éxito de los 40 principales en Estados Unidos, Reino Unido, Australia, Irlanda y Nueva Zelanda. La canción recibió un remix en el que participaron los raperos Post Malone, DaBaby y Jack Harlow en agosto de 2020. «Tap In» también pasaría a ser certificado como Oro por la Recording Industry Association of America en el momento del lanzamiento del segundo sencillo del álbum, "Back to the Streets" con Jhené Aiko, el 23 de octubre de 2020. Esta canción recibiría posteriormente un vídeo musical de acompañamiento a finales de noviembre de 2020. "Best Friend", el tercer sencillo y primera colaboración entre Saweetie y la rapera Doja Cat, fue lanzado prematuramente el 4 de diciembre de 2020 por Warner Records en varios servicios de streaming, un mes antes del lanzamiento previsto. Saweetie tomó las redes sociales para expresar su frustración y decepción y llamo la atención de su sello. La canción fue lanzada oficialmente el 7 de enero de 2021 junto a un video musical dirigido por Dave Meyers.

## Sencillos
"Tap In" fue lanzado el 17 de junio de 2020 como el sencillo principal del álbum, y fue servido a la radio de éxito contemporáneo el 11 de agosto de 2020.
La canción alcanzó el número 20 en el Billboard Hot 100, convirtiéndose en el primer sencillo de Saweetie en el top 20, al tiempo que marcaba la segunda aparición de Saweetie en la lista. Un remix de la canción con Post Malone, DaBaby y Jack Harlow fue lanzado el 28 de agosto de 2020. En 2021, la canción fue certificada como Disco de Platino por la RIAA.
El segundo sencillo "Back to the Streets" con la participación de Jhené Aiko fue lanzado el 23 de octubre de 2020. La canción debutó en el número 73 en el Billboard Hot 100, alcanzando posteriormente el número 58 en la lista. El sencillo también alcanzó el número 1 en la lista estadounidense Rhythmic, y recibió una certificación de oro en Estados Unidos.
"Best Friend" con la participación de Doja Cat fue lanzada prematuramente el 4 de diciembre de 2020 por la discográfica de Saweetie Warner Records y Saweetie declaró que se sentía irrespetada por la discográfica por filtrar la canción antes del lanzamiento. La canción fue entonces lanzada oficialmente un mes después y debutó en el número 39 en el Billboard Hot 100, alcanzando más tarde el número 14 en la lista, convirtiéndose en el segundo sencillo top-20 de Saweetie y su canción más alta en la lista. La canción obtuvo la certificación de multiplatino en Estados Unidos y la de oro en Canadá. La canción también les valió a Saweetie y Doja Cat una nominación en la 64.ª edición de los premios Grammy a la "Mejor canción de rap".
El cuarto sencillo "Fast (Motion)" fue lanzado el 7 de mayo de 2021. Alcanzó el número 24 en la lista Bubbling Under Hot 100, y el número 11 en la lista Rhythmic de Estados Unidos.
El quinto sencillo "Closer" con H.E.R. fue lanzado el 11 de febrero de 2022. La canción debutó en el número 89 de la lista Billboard Hot 100, y en el número 21 de la lista US Rhythmic.

## Composición y concepto
Saweetie dijo a gal-dem que Pretty Bitch Music se centra en "el crecimiento exponencial y la producción de arte" y que fue hecho con la intención de querer que la gente se divierta y se sienta sexy y segura de sí misma, a la vez que presenta la importancia de mostrar un ejemplo de mujeres "que se ocupan de sus asuntos".

## Promoción
Antes de su lanzamiento oficial, Saweetie interpretó por primera vez una versión en solitario de "Best Friend" como actuación de Nochevieja 2020/21 para Bud Light Seltzer, donde también interpretó los singles del álbum "Back to the Streets" y "Tap In". También interpretó "Best Friend" y "Tap In" en el Triller Fight Club.

## Canciones confirmadas
- "Tap In"
- "Pretty Bitch Freestyle"
- "Back to the Streets" (con Jhené Aiko)
- "Best Friend" (con Doja Cat)
- "Fast (Motion)"
- "Closer" (con H.E.R.)